# لی ایزریل
لی ایزریل (انگلیسی: Lee Israel; ۳ دسامبر ۱۹۳۹ – ۲۴ دسامبر ۲۰۱۴) زندگی‌نامه‌نویس، و نویسنده اهل ایالات متحده آمریکا بود. علت عمده شهرت او به خاطر جعل ادبی بوده است.وی در مدتی که جعل ادبی میکرد حدود ۴۰۰ نامه نوشته است .تعدادی از آنها در سال های متمادی به قیمت های بیشتر خرید و فروش میشدند و لی ایزریل معتقد بود آنها بهترین کار ادبی بوده است که تا آن زمان انجام داده . اقتباسی سینمایی براساس خودزندگی‌نامه اعترافی او در سال ۲۰۱۸ و با عنوان می‌تونی مرا ببخشی؟ ساخته شده است.